# 阿遜平克溪戰役
阿遜平克溪戰役（英語：Battle of Assunpink Creek），或稱為第二次特倫頓戰役（英語：Second Battle of Trenton），是美國獨立戰爭於1777年的一場戰役，發生於新澤西州特倫頓市。
1776年12月26日，大陸軍在特倫頓戰役俘虜了接近900名黑森士兵，於翌日撤返賓夕法尼亞州。為擴大勝果，大陸軍在29日再次橫渡特拉華河，並進駐特倫頓，預備發動新一輪攻勢。至於北美英軍總司令威廉·何奧子爵則在特倫頓戰敗後，派查爾斯·康沃利斯率領紐約州的援軍，經普林斯頓南下鎮壓叛亂。
喬治·華盛頓得悉英軍動向後，在阿孫平克溪東岸的高地佈陣以待。由於康沃利斯的部隊在行軍途中，不斷遭到大陸軍及新澤西州的民兵攻擊，令到行程一再出現延誤。當康沃利斯在1777年1月2日抵達特倫頓時，太陽已經落山。接著康沃利斯多次派軍攻打橫越阿遜平克溪的橋樑，又嘗試另覓地點渡河，卻遭到大陸軍悉數擊退。隨著天色入黑，康沃利斯只好停止進攻。
晚上，康沃利斯與華盛頓各自召開軍事會議，商討對策。康沃利斯考慮到士兵已經疲倦，而各個軍官又不熟悉特倫頓地形，決定等待日出再作攻擊。至於大陸軍方面，阿瑟·聖克萊及約瑟·李德兩人根據可靠情報，提議軍隊乘夜撤退，並繞行東面的小道，再突襲英軍在普林斯頓的防線缺口，進而攻取英軍總部不倫瑞克市。華盛頓考慮到士兵無法渡河回到賓夕法尼亞州，而正面交鋒又沒有勝算，採納了兩人的方案，並於半夜撤走。翌日早上，普林斯頓戰役爆發，康沃利斯急忙趕回普林斯頓，阿遜平克溪戰役結束。

## 背景

### 大陸軍再次橫渡特拉華河
1776年12月26日，大陸軍在特倫頓戰役大勝。由於士兵早已疲憊，而且沒有帳幕可供紮營，華盛頓率領大陸軍在27日返抵賓夕法尼亞州。雖然大陸軍在特倫頓大獲全勝，卻仍未擺脫危機。英軍在新澤西州仍有人數優勢，而且很可能獲得紐約州的英軍增援。以大陸軍當時的狀態，根本不能與英軍正面交鋒。隨著特拉華河繼續結冰，英軍大可以直接向費城行軍，從而打擊革命。
進退維谷之下，華盛頓在12月27日晚便召開軍事會議，商討下一步軍事行動。會議開始前夕，費城商團民兵的領袖約翰·卡華拉達上校有急信傳來，指自己手下的1,800名民兵出於自願，在27日早上已經橫渡特拉華河，還違抗命令進攻伯靈頓市。當費城的民兵抵達時，才發現該地的蘇格蘭駐軍及博登鎮的黑森守兵，早在特倫頓戰役後已經逃走，故此特倫頓附近並無英軍。卡華拉達建議華盛頓渡河發動另一次攻擊，以壯大革命聲勢。
大陸軍軍官最終議決發動進攻。12月28日，大陸軍分別前往八個渡口，再次橫渡特拉華河。由於河道已經結冰，致使船隻不能通行，大陸軍要到31日才將火炮等物資搬運到特倫頓市。
大陸軍抵達特倫頓後，隨即面臨另一問題。當時大陸軍大部分部隊，都會在1777年1月1日前服役期滿，使本已羸弱的軍隊有解散危機。這些部隊求去的原因各異。比如約翰·葛雷佛的馬波黑海員，曾在長島會戰及特倫頓戰役前運載大陸軍渡過危險水域，又於沛爾岬之戰立下戰功，卻打算從事獲利更豐的海上私掠，而堅持離開；第1特拉華軍團曾與馬利蘭州士兵於長島會戰拖延英軍，而有「馬利蘭州四百死士」之稱，但部隊在半年的戰鬥已折損甚多，最後只有約翰·哈斯雷上校及數人留下。至於其他的士兵，則因傷病、饑寒及異鄉等原因，而不願延長服役。
死線當前，大陸軍軍官只好以情理遊說士兵，同時輔以金錢誘因。湯馬士·密夫林准將與其他費城商人出身的軍官，動用私人及州議會的財產，率先向駐守新澤西的賓夕法尼亞州、羅德島州及新英格蘭的民兵發放10元額外津貼，請求民兵延長服役六個星期，結果幾乎所有士兵都接受津貼。華盛頓從密夫林得悉消息後，也不待議會批准，向約翰·沙利文及彌敦內爾·格連的軍隊發放10元津貼。起初新英格蘭的士兵仍不為利益所動，但被華盛頓以追求自由及保衛家國等情理加以遊說，最後自願延長服役。由於大陸軍沒有現金支付津貼，華盛頓只能依靠費城商人羅拔·莫里斯援助，而莫里斯也在最後關頭為大陸軍籌措到足夠資金，支付所有士兵及間諜的開支。到1777年1月1日，大陸軍共有2,600人離役，但仍有3,300名可作戰的士兵留下。

### 英軍部署
正當華盛頓進駐特倫頓市之際，英軍已經開始行動。北美英軍總司令威廉·何奧爵士在12月27日得悉特倫頓戰敗一事後，馬上中止查爾斯·康沃利斯的休假，請他帶兵南下，殲滅華盛頓的軍隊。當時康沃利斯已經登船，預備返國與妻子團聚，但在軍艦啟航前夕卻收到戰敗消息，只好即時登岸。
康沃利斯在12月27日離開紐約市，並且下令士兵在暴雨泥濘之中急行軍，在1777年1月1日趕抵普林斯頓。當時普林斯頓一帶約有8,000名英國及黑森士兵，因為普林斯頓過於細小，而要到周邊鄉鎮紮營。康沃利斯在當晚召開軍事會議，宣佈在翌日早上拔營行軍，把全軍集中於普林斯頓的道路，直接攻打特倫頓。會上黑森軍官卡爾·馮·多諾普曾提出異議，指美國民兵熟習新澤西地勢，很可能會沿路伏擊。他建議英軍分成兩路，其中一路採用自己逃離博登鎮的道路，繞到特倫頓市東面，進而與普林斯頓的軍隊兩路夾擊。不過方案卻遭康沃利斯否決。

### 大陸軍部署
在大陸軍陣營，華盛頓已經得悉康沃利斯趕抵普林斯頓，並在12月30日召開軍事會議。會上各軍官決定暫時撤退到特倫頓東南面的阿孫平克溪防守。阿孫平克溪在特倫頓與特拉華河匯合，河口有一座狹窄石橋橫跨河谷兩岸，而石橋後方則有高地可供佈陣。阿孫平克溪本身由兩道河溪於梅登黑一帶的濕地匯流而成，並向西南流動，儼如天然屏障。不過由於溪流延綿數英里，而且有三處淺灘可供通行，大陸軍必須分散兵力守備淺灘，同時避免英軍繞道東面，從向偷襲。
會議結束後，華盛頓先派士兵守備阿孫平克溪的橋樑及淺灘，然後等待更多情報。首先，約瑟·李德率領21名費城志願騎兵，到普林斯頓偵察。這支斥侯騎兵俘虜了12名搜集食物的英軍，然後帶回營帳各自審問，從而得悉英軍的進攻方案。第二，卡華拉達透過一名普林斯頓的年青人，徹底得悉英軍的軍隊數量、部署位置以及防線地點。這名年青人指出，英軍在普林斯頓的防線大致完整，卻在東面有一缺口。該缺口有一道小路通往南方，再轉折向西連接特倫頓。這些情報對後來華盛頓的決定有重要影響。
得悉英軍部署後，華盛頓派出1,000人到普林斯頓的道路拖延英軍。這支部隊包括查理斯·史葛的維珍尼亞民兵、愛德華·漢德的馬利蘭及賓夕法尼亞民兵、尼古拉斯·豪賽格的德裔民兵、以及湯瑪斯·福萊斯的炮兵團。整支部隊由法國准將羅·費摩（Matthias de Roche-Fermoy）指揮。
最後，華盛頓在1月1日晚召開另一次軍事會議。由於阿孫平克溪的防線過長，大陸軍難以妥善守備，必須集中各地兵力。當時卡華拉達在東面擁有1,800名民兵，但這些士兵卻一直獨立行事，致使大陸軍軍官無法確定他們會否聽命。巧合的是，本傑明·魯殊醫生剛好從卡華拉達的駐地抵達，亨利·諾克斯便請他到會議表達意見。魯殊稱費城的民兵願意聽命大陸軍指揮，並將華盛頓的書信乘夜送往卡華拉達的駐地。卡華拉達聞訊，隨即趕往阿孫平克溪，在1月2日早上抵達。這使大陸軍在英軍進攻前夕獲得充足援助。

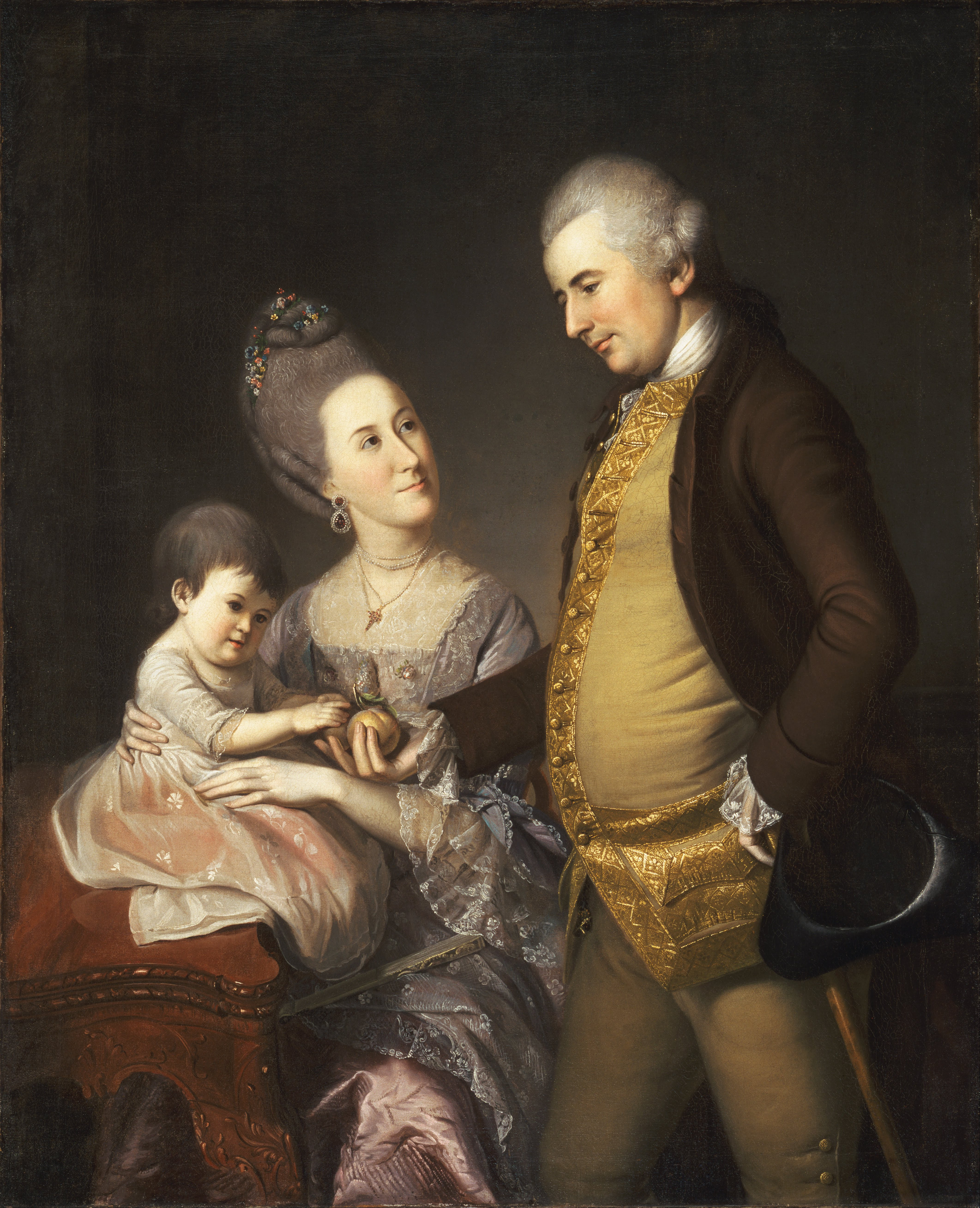
約翰·卡華拉達（英语：John Cadwalader (general)）上校與家人畫像。卡華拉達是費城富商，獲費城的商團民兵推舉為領袖。他的民兵不甘錯過了特倫頓戰役，而在12月27日強行渡過特拉華河，卻發現英軍早已撤走。卡華拉達將此消息告知華盛頓，促使大陸軍再次渡河出擊，最終引發阿孫平克溪戰役。
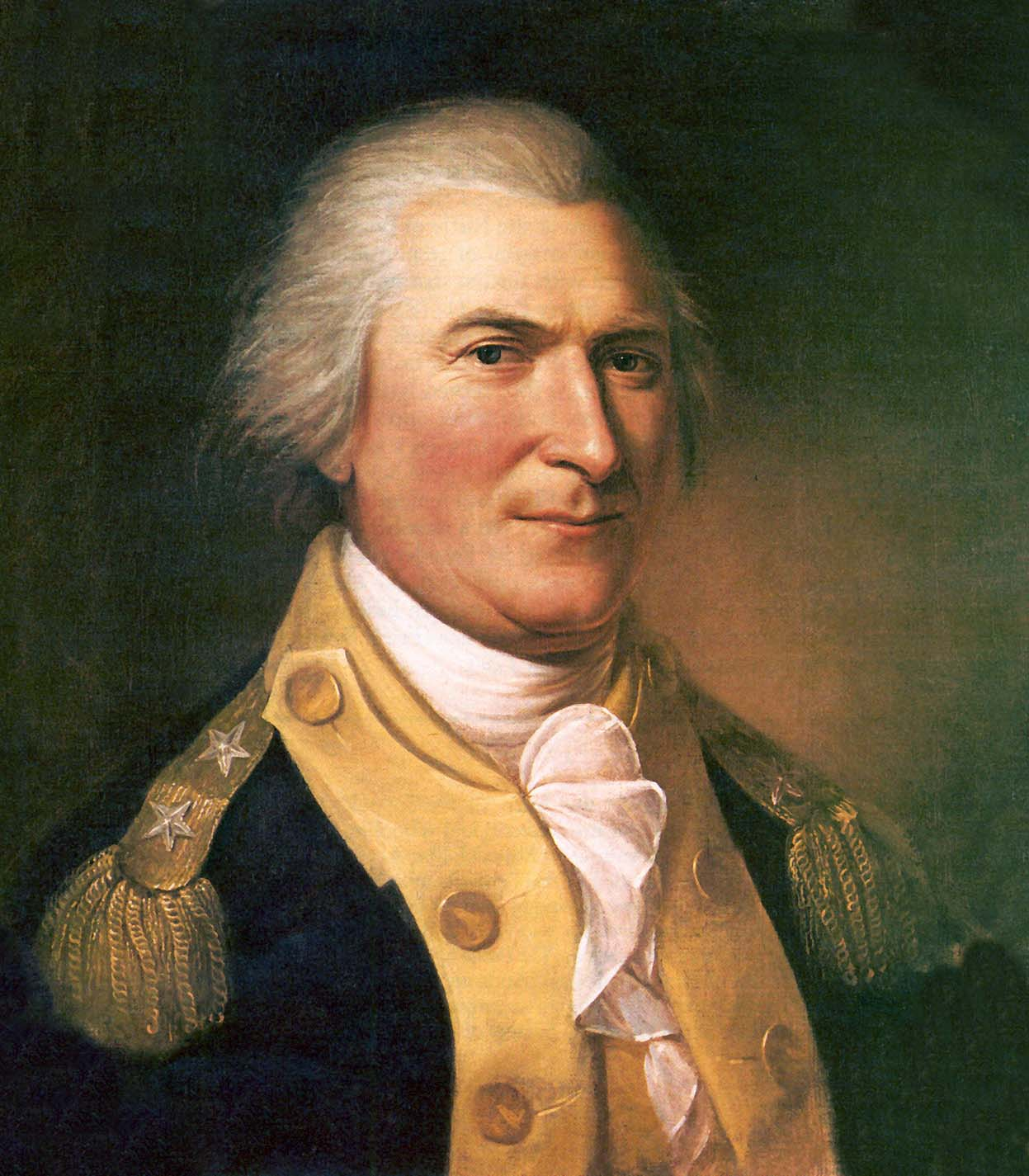
阿瑟·聖克萊准將畫像。聖克萊曾參與加拿大戰役，並在三河市之戰中敗退。聖克萊後來隨軍到新澤西州，在阿孫平克溪戰役指揮大陸軍的右翼防線，並在戰役結束後建議乘夜撤退，突襲英軍後方的普林斯頓及不倫瑞克。
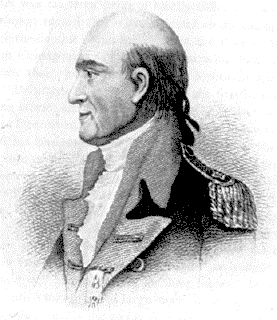
愛德華·漢德上校畫像。漢德本為醫生，後來自願從軍，並在三河市之戰後接掌第1賓夕法尼亞軍團（英语：1st Pennsylvania Regiment）。漢德在特倫頓戰役中嶄露頭角，於阿孫平克溪戰役前夕臨時接過指揮，並率領士兵三次阻擋英軍。這些攻擊使康沃利斯的行軍出現嚴重延誤，要到日落後才開始進攻華盛頓，是大陸軍守住英軍攻勢的關鍵。

## 戰事爆發

### 康沃利斯的行軍
1月2日半夜，康沃利斯留下查理斯·馬胡德的1,500人守備普林斯頓，並派出黑森士兵及英軍輕步兵為先鋒，先行向梅登黑行軍；而後方的主力部隊則隨後出發。雖然當地的天氣在新年稍為回暖，但普林斯頓南下的公路仍因早前的暴雨而佈滿泥濘，令到臃腫的英軍部隊舉步維艱，戰馬與火炮更經常陷入泥沼，屢屢出現脫隊。新澤西州的平民見狀，便乘機作出騷擾攻擊。正午時分，英軍主力部隊終於與黑森先鋒在梅登黑會合，其時兩支部隊各自受到平民攻擊一次，造成數人傷亡。
康沃利斯在梅登黑留下亞歷山大·列斯利的1,500人防守，然後繼續南進。不久，英軍開始遭到大陸軍的埋伏。雖然法國准將羅·費摩在看到英軍後，便拋下士兵向特倫頓逃走，但漢德卻隨即接過指揮。他把大陸軍埋伏於道路兩旁的樹林，靜待英軍先鋒經過，然後在近距開火。這次埋伏使到英軍措手不及，整支先鋒部隊更向後潰散，迫使康沃利斯將主力部隊調前，並排出戰鬥陣列。康沃利斯向樹林發炮轟擊近半小時，才繼續行軍。其時漢德已經後撤到另一地點，並再次攻擊英軍。當英軍在泥沼中轉向、試圖包抄漢德左翼之時，大陸軍又向特倫頓市外撤退。其時已經為下午3時，而太陽將在4時46分落山。
黃昏時分，英軍迫近特倫頓市郊。此時漢德與史葛已經將步兵佈置在道路兩旁，並由福萊斯的炮兵從後支援。華盛頓騎馬到前線鼓勵士兵，請他們盡量拖延英軍至入黑，讓大陸軍有更多時間佈防。隨後漢德等人死守陣地，一直到日落前半小時才不支敗退。在華盛頓的炮兵以及丹尼爾·希治閣的羅德島步兵支援下，大部分士兵都能夠撤回對岸，只有豪賽格及少量士兵遭到俘虜。

### 阿孫平克溪之戰
正當漢德等人撤回阿孫平克溪東岸，華盛頓已即將完成佈陣。他派阿瑟·聖克萊守備右翼的兩座淺灘；希治閣守備橋樑南面、接近河口的淺灘；華盛頓則指揮詹姆士·伊榮、史葛、漢德、卡華拉達等人的部隊，守備中路的石橋；最後由休·梅沙負責後衛。
康沃利斯隨後也完成佈陣。他將英國的輕步兵、線列步兵及黑森擲彈兵佈置於阿孫平克溪的橋樑後方，然後將其他步兵以開闊陣形排開，向大陸軍施加壓力，使大陸軍普遍感到自己寡不敵眾。佈陣期間，黑森獵兵與英國輕步兵開始向大陸軍試陣，作出侵擾攻擊，雙方互有傷亡。
下午5時，康沃利斯終於發動進攻，其時太陽已經落下。他派黑森獵兵及英國輕步兵攻打接近河口的淺灘，卻遭到希治閣的羅德島步兵擊退。次一列的黑森擲彈兵隨即接上，在炮兵掩護下向橋樑衝鋒。黑森炮兵與大陸軍炮戰近12分鐘，但擲彈兵仍無法擊破大陸軍。反之，史葛下令民兵瞄準英軍的下半身射擊，迫使英軍要額外派人抬走傷兵。結果這種戰術不但為大陸軍拖延時間，還使英軍死傷慘重。大量受傷的士兵要在當晚截肢，或因傷口感染而死，或自此無法作戰，對英軍構成沈重打擊。29名僥倖渡橋的擲彈兵眼見後退無路，索性向大陸軍投降。

隨著夜色漸深，英軍線列步兵接替而上，並三次向橋樑衝鋒，但每次都遭到大陸軍擊退，最遠只能推進至橋樑中段。雙方的炮戰一直持續至晚上7時才告結束。雖然英軍沒有統計死傷人數，但當時阿孫平克溪橋樑的後半段，都被英軍的屍體及鮮血覆蓋，保守估計英軍折損約有365人。至於華盛頓則估計大陸軍有50多人死傷，但數目可能更多。

## 結果：雙方軍事會議與普林斯頓戰役

大陸軍於晚上向普林斯頓推進的路線。

炮戰結束後，英美雙方各自召開軍事會議。康沃利斯認為大陸軍不能渡河撤回賓夕法尼亞州，已經被困於特倫頓東南面；而英軍又因連日行軍，已經疲勞不堪，決定停止攻勢。他把士兵部署到阿孫平克溪中游的淺灘，預備在破曉時分即時進攻。威廉·厄斯金反對康沃利斯的方案，認為應該即時發動夜襲，否則華盛頓將會一如以往再次找到方法逃走。不過康沃利斯卻指出英軍不識地利，難以在晚間發動攻擊，最終未有採納。相傳康沃利斯如此回覆厄斯金：
|  | 我們已經把那隻老狐狸（華盛頓）牢牢的包圍了。我們明天一早就過去把他捉住。 We've got the Old Fox safe now. We'll go over and bag him in the morning. |

至於大陸軍方面，華盛頓在聖克萊的營地召開會議。華盛頓指出軍隊既不能抵受翌日英軍的攻勢，又無法過河撤退，向軍官及與會平民請求意見。起初，與會者在強行撤退及死守陣地之間爭持不下，但聖克萊接著卻提出了第三個方案。他根據當地居民的情報，指阿孫平克溪東面有小路通往北面，經過貴格會的聚會地與橋樑，再直達普林斯頓東面。聖克萊建議大陸軍突襲普林斯頓，進而向不倫瑞克市的英軍大本營推進。此舉不但可以避免大陸軍遭到康沃利斯全殲，更有機會搶奪不倫瑞克市的英軍軍用物資及巨額現金，從而將英軍逐出新澤西州。李德聞言，亦將早前費城斥侯騎兵探得的情報公開，指出英軍防線在普林斯頓東面剛好有一大漏洞，完全配合聖克萊的突襲方案。
最後，華盛頓等軍官決定突襲普林斯頓。大陸軍乘夜離去，只留下少量部隊虛張聲勢，直到最後關頭才跟隨部隊北上。1月3日日出，康沃利斯發現阿孫平克溪完全沒有敵軍，但後方卻傳來隆隆炮聲，普林斯頓戰役已經爆發。康沃利斯只好急忙趕回後方。阿孫平克溪戰役就此結束。